# FLCL
FLCL (フリクリ Furi Kuri?), pronunciado en inglés como Fooly Cooly, es una miniserie de OVAs de 6 capítulos escritas por Yōji Enokido, dirigidas por Kazuya Tsurumaki y producidas por el denominado «Comité de producción de FLCL», que consistía en los estudios de animación Gainax, Production I.G y la discográfica King Records.
La serie se da lugar en el suburbio ficticio de Mabase, Japón, caracterizado por la enorme construcción industrial de la Medical Mechanica. El protagonista es Naota Nandaba, un niño de doce años cuyas interacciones con Haruko Haruhara (una supuesta extraterrestre que irrumpe en el tranquilo suburbio) le han causado un extraño desorden hormonal que hace que diversos robots broten de su frente cada vez que se encuentra en situaciones comprometedoras.
En España, la serie fue distribuida en DVD por Selecta Visión y emitida por el canal Buzz. En Cataluña fue emitida también por el canal K3. Una adaptación al manga de dos volúmenes fue creada por el artista Hajime Ueda y serializada originalmente en la revista Magazine Z de la editorial Kōdansha en octubre de 2000 y nuevamente en agosto de 2001.
En marzo de 2016 se anunció que Toonami y Production I.G coproducirían una continuación de la serie, con el director Kazuya Tsurumaki y el diseñador de personajes Yoshiyuki Sadamoto involucrados en el proyecto. El lanzamiento se efectuó en junio de 2018 en Estados Unidos dentro del bloque de programación Toonami.

## Argumento

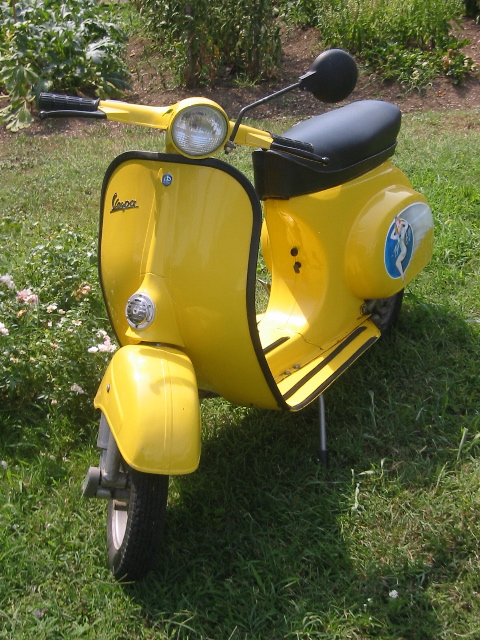
La motocicleta usada por Haruko

Todo comienza cuando Naota Nandaba, chico bastante maduro para su edad, admirador de su hermano mayor, Tasuku que ha ido a Estados Unidos a jugar béisbol, se encuentra aburrido y atrapado en la cotidianidad de la vida y acompañando a la solitaria novia de su hermano llamada Mamimi Samejima debajo de un puente en el tranquilo pueblo ficticio de Mabase, coronado por una enorme fábrica llamada Medical Mechanica en forma de plancha.
Todo cambia un día en el que conoce abruptamente a una chica muy extraña que lo atropella accidentalmente y lo golpea con su bajo eléctrico en la cabeza, lo que le provoca que le salga un enorme chichón. A partir de ese momento, su vida tiene un giro de 180° y comienzan a suceder extrañas cosas alrededor de él, pues la chica que se hace llamar Haruko Haruhara llega a vivir con ellos de buenas a primeras, le salen cosas extrañas de la cabeza, como orejas de gato y gatillos de revólver que tiene que ocultar a sus amigos, es tragado por robots y termina envuelto en una pelea entre Haruko y Medical Mecánica por conseguir a Atomsk, el rey pirata capaz de robar planetas enteros. La serie contiene varias parodias de otros animes, además de incluir simbolismos.

## Producción
FLCL fue digido por Kazuya Tsurumaki y producido por el llamado "Comité de producción de FLCL", cuyos miembros fueron los estudios de animación Gainax y Production I.G, también participó la compañía disquera Starchild Records. Tsurumaki dijo que intentó "romper las reglas" en la producción de este anime, por ejemplo eligiendo una banda japonesa moderna para la banda sonora; así mismo creó un estilo más "parecido a un comercial de televisión o video promocional". Otro reto en la producción fue el guion, a pesar de incluirse varias referencias que solo se entienden en japonés, el director respondió que "realmente entender la trama no es un factor importante en FLCL".

## Personajes principales
Naota Nandaba (ナンダバ・ナオ太 Nandaba Naota?)
Seiyū: Jun Mizuki
Es un chico de 12 años que cursa sexto grado, vive en el barrio ficticio de Mabase. Tiene como hermano mayor a un magnífico jugador de béisbol llamado Tasuku que ha emigrado a Estados Unidos para jugar profesionalmente, y al cual admiraba mucho hasta que le contó que consiguió novia allá, olvidando a Mamimi. Es un chico que está aburrido de la vida cotidiana, todo le parece monótono y repetitivo, por lo cual la llegada de Haruko propiciará un importante cambio en su vida, como los robots saliendo de su cabeza.
Mamimi Samejima (サメジマ・マミ美 Samejima Mamimi?)
Seiyū: Izumi Kasagi
De 17 años, era la novia del hermano de Naota hasta que se enteró por él de que su hermano la había abandonado por otra en Estados Unidos, pero tras la marcha de aquel suele estar con Naota, al cual llama Ta-kun (al igual que a las mascotas que encuentra) como recuerdo de su amor por Tasuku, y dado el rechazo del hermano de Naota, busca refugio en él. Tiene tendencias pirómanas que emergen cuando un lugar le trae dolorosos recuerdos, para así borrar su pasado; no asiste a clases, fuma y pasa la mayor parte del tiempo bajo un puente, siempre habla de sí misma en tercera persona y en sus cigarrillos siempre escribe la frase: "Never knows Best" (Nunca conoces lo mejor), nunca se sabe si siente algo por Naota o solo trata de desahogarse por la ausencia de su exnovio, al final se va para buscar una carrera como fotógrafa.
Haruko Haruhara (ハルハラ・ハル子 Haruhara Haruko?)
Seiyū: Mayumi Shintani
Es una chica que dice tener 19 años, tiene el pelo de color rosa y proviene del espacio exterior. Su nombre real es Raharu Haruha (ハルハ・ラハル), pero solo en la serie, ya que en el manga Raharu Haruha es la supervisora de Haruko Haruhara (lucen igual pero Raharu está vestida de conejita como en el OVA 5). Va a todas partes con una Vespa amarilla que tiene una "P!" como emblema (con la capacidad para escalar terrenos casi verticales, conducirse por sí misma, jalar vehículos enteros con el vacío que genera e incluso volar), y empuña un bajo eléctrico azul Rickenbacker modelo 4003 para zurdos. Entra al servicio de los Nandaba como asistente de hogar tras atropellar al padre de Naota, para ganar algún dinero, pero entrará a jugar en el equipo de los Marcianos de Mabase para ganar más, desde el principio se revela como extraterrestre.
Canti (カンチ Canti o Kanchi?)
También pronunciado Kanchi, es un robot que proviene de Medical Mechanica cuya insignia de dos "M" sobrepuestas esta en su pecho, que sale de la cabeza de Naota. Tiene un carácter tímido, como el de un joven adolescente. Haruko le pone a hacer todas las tareas de la casa, cuando es ella la del trabajo y parece que él junto con los otros robots son parte de un mecanismo más importante.
Kamon Nandaba (ナンダバ・カモン Nandaba Kamon?)
Seiyū: Suzuki Matsuo
Es el padre de Naota. Es bastante pervertido e inmaduro y siente atracción hacia Haruko. No se lleva bien con su hijo al cual incomoda/molesta constantemente, ya que lo considera como competencia amorosa. Suele ser muy serio cuando se lo propone, diciendo cosas muy sabias que suelen ser de utilidad.
Amarao (アマラオ Comandante Amarao?)
Seiyū: Kōichi Ōkura
Es un investigador de la inmigración espacial. Al parecer tuvo algún tipo de experiencia con Haruko siendo niño, por lo que intenta ayudar a Naota a deshacerse de ella. Se le reconoce por tener unas gruesas cejas y por ser increíblemente inmaduro. Es muy parecido a Naota ya que a él no le gusta el pescado ni tampoco era muy seguro de niño; ahí entra Haruko, sin embargo quiere ayudar a Naota para que no cometa el mismo error.
Shigekuni Nandaba (ナンダバ・シゲクニ Nandaba Shigekuni?)
Seiyū: Hiroshi Ito
Es el abuelo de Naota. Al igual que su hijo, es muy intenso hacia lo obsceno y tiene revistas de pornografía. Es además el capitán del equipo de béisbol contrario al de Haruko. No aprobaba a Mamimi ni su relación con el hermano de Naota, ya que según él: "ella solo causa problemas", y a Mamimi tampoco parece agradarle. Al darse cuenta de las habilidades de Canti como robot, lo integra en su equipo de béisbol como respuesta ante las habilidades de Haruko, aunque demuestra no ser muy eficiente contra ella.
 Kitsurubami (キツルバミ Teniente Kitsurubami?)
Seiyū: Chiemi Chiba
Es posiblemente uno de los pocos adultos con madurez en la serie. Trabaja con Amarao e intenta detener a la Medichal Mecánica. Suele quedarse viendo pasmada las enormes cejas de su comandante y parece sentir cierta repulsión hacia él, ya que cuando le toca o le habla, esta tiembla hasta saltar.
Junko Miyaji (ミヤジ・ジュン子 Miyaji Junko?)
Seiyū: Yukari Fukui
Es la maestra de Naota. Es extremadamente excéntrica y muy escandalosa. Suele tener muchas dificultades con su auto, el cual finalmente queda destruido, y se irrita con mucha facilidad.
Eri Ninamori (ニナモリ・エリ Ninamori Eri?)
Seiyū: Mika Itō
De 12 años, es la delegada del salón de Naota, y parece sentirse atraída por él. Sus padres no tienen una buena relación y ella pasa el día con Naota y sus amigos. Habla como una persona adulta y es bastante seria.
Gaku 
Seiyū: Akira Miyajima
Es uno de los amigos de Naota, es un completo pervertido y muy intenso, a veces demasiado. Pasa el tiempo contando historias, la mayoría con material sexual.
Masashi 
Seiyū: Kazuhito Suzuki
Es otro de los amigos de Naota. Este, a diferencia de Gaku, es callado y bastante sencillo. Su padre le hace encargos de su negocio, por lo que el chico ya sabe conducir, y reparte órdenes en la camioneta de su padre.
Atomsk el rey pirata (海賊王 Kaizoku-Ō). Su aparición es muy corta, pero es muy importante en la historia. Es la verdadera razón de la llegada de Haruko a la tierra, al parecer él podía proyectarse en Canti utilizando a Naota como conexión para controlarlo, y en el último OVA, Naota llega a poder controlar todo su poder por sí mismo, pero al final es liberado y se va con Haruko dándole caza (en el manga, Naota lo pilota a Canti por sí solo y él es una versión gigante de Canti pero sigue conectado con Naota).

## Publicación
6 DVD recopilatorios, cada uno de un episodio, fueron publicados en Japón por Gainax; además de una colección en DVD fue lanzada en agosto de 2005. Para el año 2010, Funimation anunció que adquirieron la licencia del anime y lanzarían una edición en Blu-ray en febrero de 2011. En Australia, Madman Entertainment lanzó un paquete DVD, el anime también ha sido licenciado en Reino Unido por MVM Films.

### Lista de episodios
| # | Título                                        | Estreno                 |
| - | --------------------------------------------- | ----------------------- |
| 1 | «Fooly Cooly / FLCL» «Furi Kuri» (フリクリ)   | 26 de abril de 2000     |
| 2 | «Fire Starter / FiSta» «Faisuta» (ファイスタ) | 21 de junio de 2000     |
| 3 | «Marquis de Carabas» «Maru Raba» (マルラバ)   | 23 de agosto de 2000    |
| 4 | «Full Swing» «Furi Kiri» (フリキリ)           | 25 de octubre de 2000   |
| 5 | «Brittle Bullet» «Burabure» (ブラブレ)        | 21 de diciembre de 2000 |
| 6 | «FLCLimax» «Furi Kura» (フリクラ)             | 16 de marzo de 2001     |

### FLCL Progressive
| # | Título                           | Estreno             |
| - | -------------------------------- | ------------------- |
| 1 | «SaiSuta» «SaiSuta» (サイスタ)   | 2 de junio de 2018  |
| 2 | «FuriHani» «FuriHani» (フリハニ) | 9 de junio de 2018  |
| 3 | «MizuKiri» «MizuKiri» (ミズキリ) | 16 de junio de 2018 |
| 4 | «Rarirure» «Rarirure» (ラリルレ) | 23 de junio de 2018 |
| 5 | «FuruPura» «FuruPura» (フルプラ) | 30 de junio de 2018 |
| 6 | «AwaRan» «AwaRan» (アワラン)     | 7 de julio de 2018  |

### FLCL Alternative
| # | Título                             | Estreno                  |
| - | ---------------------------------- | ------------------------ |
| 1 | «Fura Memo» «Fura Memo» (フラメモ) | 31 de marzo de 2018      |
| 2 | «Grown-Up Wannabe»                 | 15 de septiembre de 2018 |
| 3 | «Freestyle Collection»             | 22 de septiembre de 2018 |
| 4 | «Pit-a-Pat»                        | 29 de septiembre de 2018 |
| 5 | «Shake It Off»                     | 6 de octubre de 2018     |
| 6 | «Full flat»                        | 13 de octubre de 2018    |

## Novelas
Una serie de tres novelas fue escrita por Yōji Enokido, fueron publicadas por la editorial Kadokawa Shoten. Las novelas aparecieron en Japón en junio de 2000. Tokyopop publicó la versión en inglés en marzo de 2008.

### Lista de volúmenes
| N.º | Título      | Fecha de lanzamiento | ISBN original   |
| --- | ----------- | -------------------- | --------------- |
| 1   | «Volumen 1» | junio de 2000        | ISBN 4044236011 |
| 2   | «Volumen 2» | octubre de 2000      | ISBN 404423602X |
| 3   | «Volumen 3» | marzo de 2001        | ISBN 4044236038 |

## Música
Uno de los puntos fuertes de la serie es su banda sonora. La mayor parte de la música, sobre todo las canciones de la serie fue hecha por el grupo de rock The Pillows, lo que ha masificado su popularidad en occidente. Fueron lanzados a la venta dos soundtracks (“Addict” y “King of pirates”), y un tercero que es una compilación (titulado simplemente “FLCL No. 3”). El ending se titula “Ride on shooting star”, y es uno de los sencillos más famosos del grupo.
Una nota interesante es que las secuencias del anime fueron coreografiadas a partir de los temas originales (como en la escena de Atomsk), y no al revés, como suele pasar. Además, hay muchas referencias a guitarras y bajos, los cuales son usados física y musicalmente (esto último muy rara vez) durante toda la serie.
La banda sonora también contó con composición de Mitsumune Shinkichi.

## Recepción
La serie ha conseguido varias reseñas positivas, como Christopher McDonald, de Anime News Network llama la serie "divertida, visualmente soberbia y una buena música". Robert Nelson de THEM Anime le otorga a la serie una puntuación de 4 sobre 5; y agrega: "tal vez no tenga una trama profunda o complejas caracterizaciones; tal vez no tenga ningún significado en absoluto pero es divertido verla". Chris Beveridge de Mania le da una A de calificación y menciona que "FLCL es algo que permitió introducir una gran variedad de estilos y técnicas, como algo un poco experimental. Todo esto estuvo siempre a su favor". El columnista de IGN Davis Smith, reseñó el anime tras su estreno doblado al inglés, en su artículo resalta la inusual forma de narrar la historia, una gran calidad de animación y la banda sonora del grupo The Pillows, finalmente le otorga una calificación de 9/10. Además menciona que "según la lógica esta historia es un desastre, esa locura mantiene la historia entretenida, hace reir e incluso querer comprar una moticicleta Vespa como la del personaje; ese es el tipo de éxito que no podemos ignorar".
En agosto de 2003 Time Warner publicó una nota de prensa donde notaba el éxito de la serie en su canal Cartoon Network, terminó en el lugar 42 de todos los shows para adultos entre 18 y 34 años. En el Fantasia Festival el anime quedó en el tercer lugar de la categoría Mejor Animación. En 2007 FLCL fue nominado a tres categorías incluyendo mejor serie de comedia en los American Anime Awards.